# Elophos unicoloraria
Elophos unicoloraria är en fjärilsart som beskrevs av Jules Pièrre Rambur 1816. Elophos unicoloraria ingår i släktet Elophos och familjen mätare. Inga underarter finns listade i Catalogue of Life.